# Kiryas Joel
Kiryas Joel (în idiș קרית יואל‎‎, cunoscut local și drept KJ) este un sat situat în Comitatul Orange, New York, SUA și care depinde administrativ de orășelul Palm Tree. Majoritatea locuitorilor sunt evrei hasidici vorbitori de limba idiș și care aparțin sectei hasidice Satmar.

## Istorie
În limba română, Kiryas Joel înseamnă orașul lui Joel, fiind un omagiu adus celui care a început proiectul, rabinul Joel Teitelbaum. 
Membrii curentelor hasidice Satmar și Siget au emigrat încă din perioada interbelică, însă majoritatea au venit după al Doilea Război Mondial, când în Ungaria și România, țările lor de origine, au ajuns la putere regimuri comuniste, neprietenoase cu acest curent ultrareligios. 
În 1947, Teitelbaum și comunitatea sa s-au stabilit în Williamsburg, un cartier din Brooklyn. În anii 1970, acesta a decis să mute comunitatea din Brooklyn în Monroe, un orășel mai mic, situat în zona metropolitană a New York-ului. Terenul pe care urma să se fondeze Kiryas Joel a fost cumpărat în aceeași perioadă, iar familiile de evrei hasidici au început să se stabilească aici. Când Joel a murit în 1979, a fost prima persoană îngropată în cimitirul localității. Peste 100 de mii de evrei au participat la înmormântarea sa. Ulterior, atât la conducerea dinastiei, cât și la conducerea comunității locale, a venit nepotul său, Moshe Teitelbaum, care a continuat să organizeze comunitatea. 
După schisma din interiorul Satmar cauzată de moartea lui Moshe, comunitatea din Kiryas Joel a ales să i se supună lui Aaron Teitelbaum, în timp ce comunitatea din Williamsburg este condusă de Zalman Teitelbaum, fratele mai mic al lui Aaron.
În anul 2019, Kiryas Joel a fost separat de orașul Monroe, depinzând administrativ de nou-formatul orășel Palm Tree.

## Demografie
Conform recensământului din anul 2000, în oraș trăiau 13,138 de persoane. Cele mai importante grupuri etnice declarate au fost: maghiarii (18,9%), americanii (8,0%), israelienii (3,0%), românii (2,0%), polonezii (1,0%), cehii (0,3%), rușii (0,3%) și germanii (0,2%). Etnic vorbind, mare parte din populație este formată din evrei, iar datele declarate anterior reflectă mai degrabă țara de origine sau originia culturalo-lingvistică.
Din cauza stilului religios strict, creșterea populației este foarte mare, ajungând la 32,954 de locuitori în 2020.